# Harklowa (Nowy Targ)
Harklowa ist eine Ortschaft mit einem Schulzenamt der Landgemeinde Nowy Targ im Powiat Nowotarski der Woiwodschaft Kleinpolen in Polen.

## Geographie
Der Ort liegt am Dunajec unter den Gorcen.

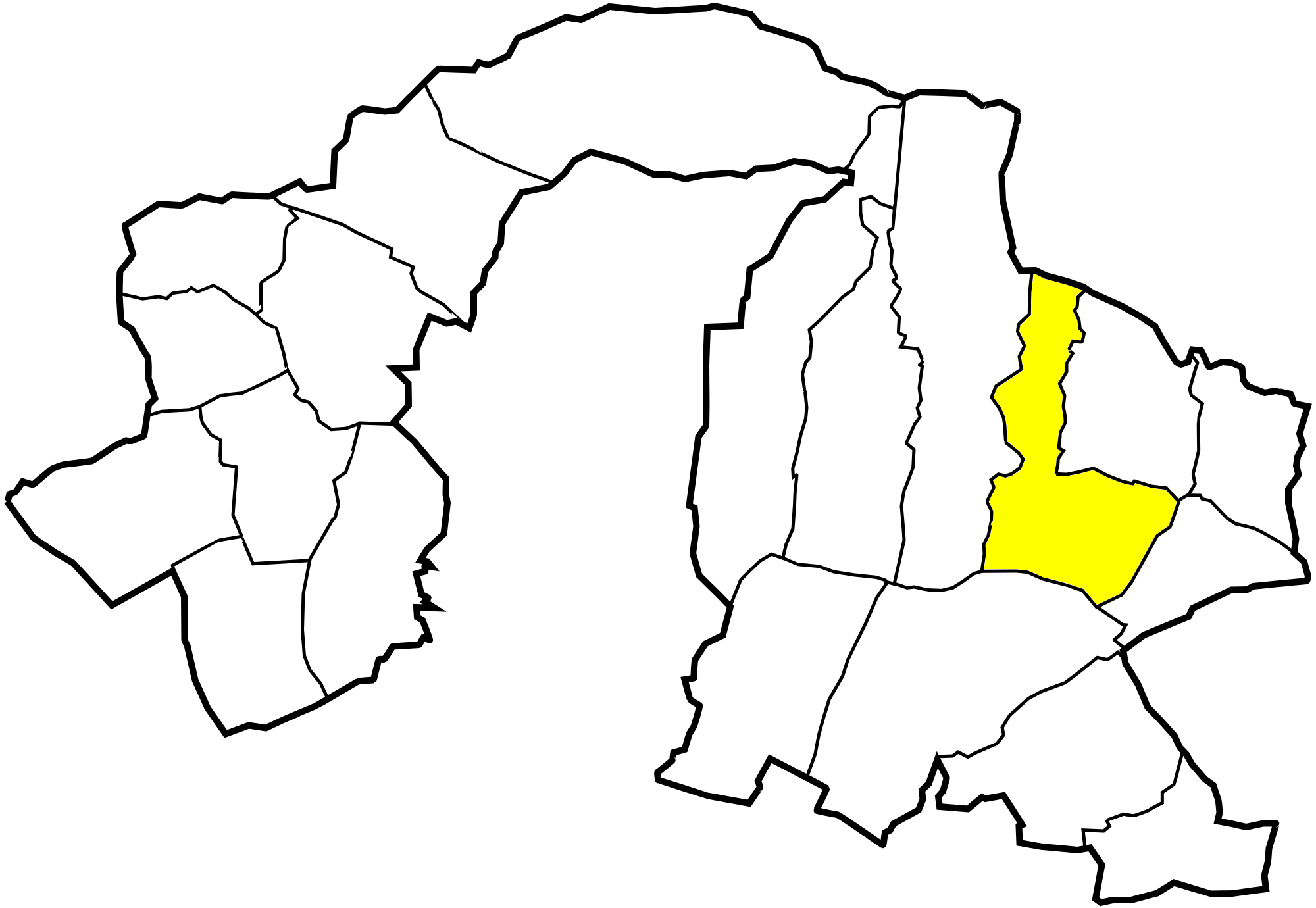
Dorf in der Gemeinde

## Geschichte
Der Ort wurde etwa vor dem Jahre 1335 nach Deutschem Recht als Neusiedlung auf zuvor unbesiedeltem Land angelegt. Der Name stammt von dem vermutlichen Gründer Hartlem. Die Pfarrei wurde im Jahre 1350 erstmals erwähnt. Mit Knurów und Szlembark hatte der Ort gemeinsame Besitzer, erst Familie Stadnicki, Lubomirski (17. Jahrhundert), ab 18. Jahrhundert Tarnowski. Ab 1777 gehörte Harklowa zu Justyna Cisowska-Radecka, dann zur Familie Krobicki. Auf Auktion im Jahre 1868 wurden Grund und Boden des Adelsbesitzers von Bauern abgekauft.
Bei der Ersten Teilung Polens kam das Dorf 1772 zum neuen Königreich Galizien und Lodomerien des habsburgischen Kaiserreichs (ab 1804).
1918, nach dem Ende des Ersten Weltkriegs und dem Zusammenbruch der k.u.k. Monarchie, kam Harklowa zu Polen. Unterbrochen wurde dies nur durch die Besetzung Polens durch die Wehrmacht im Zweiten Weltkrieg.
Von 1975 bis 1998 gehörte Harklowa zur Woiwodschaft Nowy Sącz.

## Sehenswürdigkeiten
- Holzkirche, gebaut etwa 1500

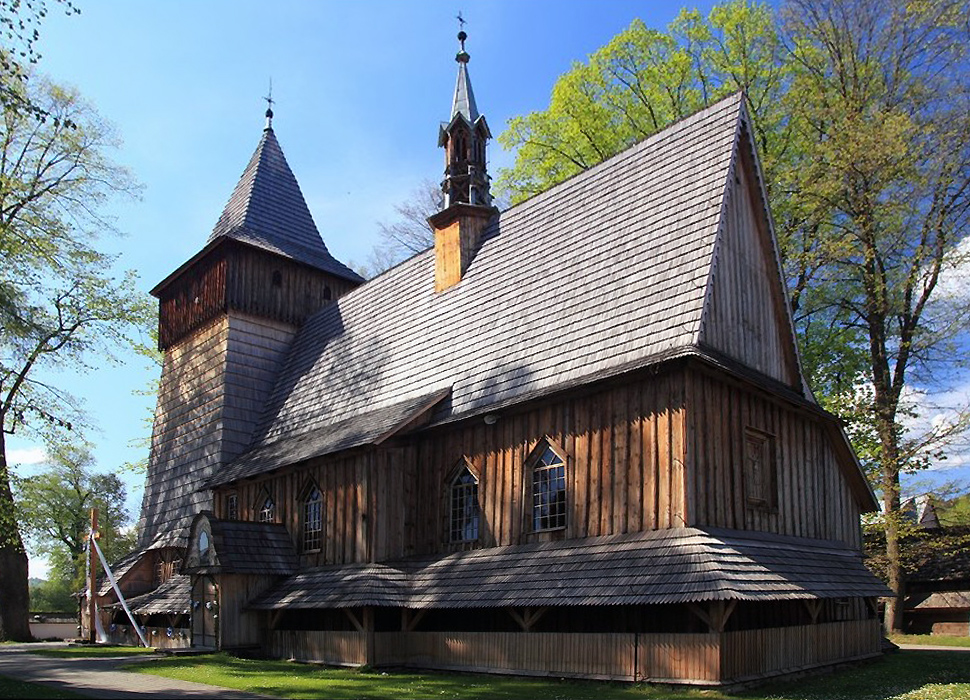
Holzkirche
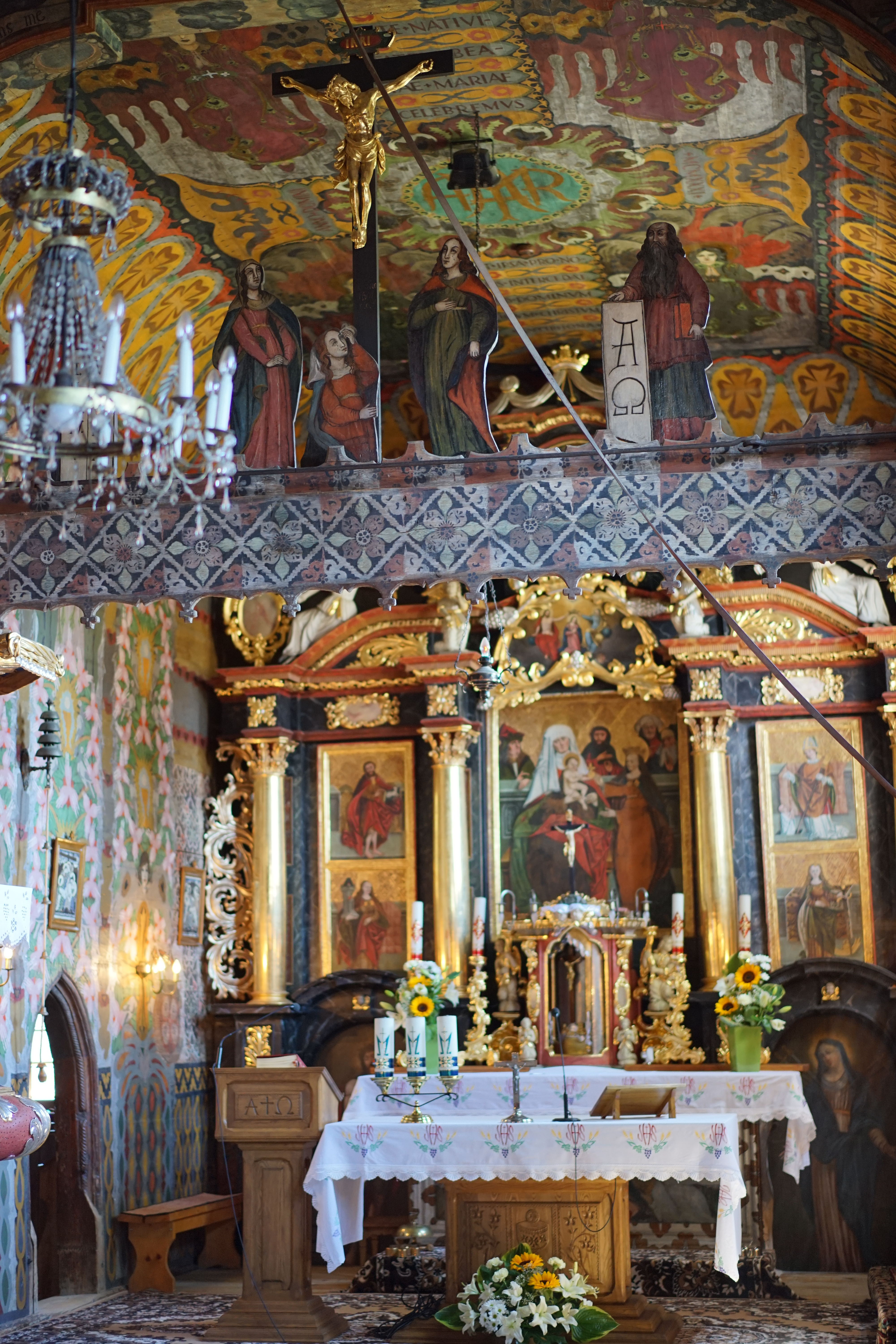

## Persönlichkeiten
- Włodzimierz Tetmajer (* 1861; † 1923 in Krakau) polnischer Maler und Politiker